# Hubertia myrtifolia
Hubertia myrtifolia là một loài thực vật có hoa trong họ Cúc. Loài này được (Klatt) C.Jeffrey mô tả khoa học đầu tiên năm 1992.